# Simone Ashley
Simone Ashley (født 30. marts 1995) er en britisk skuespillerinde. Hun er bedst kendt for sin rolle i tv-serien Sex Education og Bridgerton.

## Baggrund
Simone Ashley blev født af indiske forældre. Hendes skuespiluddannelse modtog hun på Arts Educational School i Londons distrikt Chiswick.